# Irlbach
Irlbach è un comune tedesco di 1 164 abitanti, situato nel land della Baviera.